# Betrayed (livro)
Betrayed (Traída em português) é o segundo livro da série de fantasia House of Night, escrita pela norte-americana P.C. Cast e sua filha Kristin Cast. O livro foi lançado em 2 de outubro de 2007 pela St. Martin's Press, uma extensão da Macmillan Publishers. Desde então, foi traduzido em mais de 20 outros idiomas, incluindo chinês, português e romeno. 

## Sinopse
Na continuação da série "House of Night" (Morada da Noite), Zoey Redbird vira líder das Filhas das Trevas. Após sua marca se espalhar pelo corpo, ela vira o centro das atenções. Mas toda a calma acaba no momento em que Chris Ford, um jogador do Union e conhecido de Zoey, é atacado perto da Morada da Noite. Neferet espalha pela escola que Aphrodite não tem mais do dom de prever tragédias, o que a ex-líder das Filhas das Trevas acaba provando ser mentira para Zoey depois de um tempo. Outro jogador de futebol, Brad Hoglons, some perto da escola, o que leva os humanos a crer que os vampiros estão por trás disso. Os amigos de Zoey descobrem ter afinidade com determinados elementos, ajudando a terceira-formanda na formação do círculo dos elementos. Após Heath Luke, o ex-namorado de Zoey, desaparecer, e ela ter um sonho esquisito sobre ele, é hora da garota descobrir o que anda por trás das mortes. E o que ela descobre, não é o melhor. Com a morte de Stevie Rae, a traição de uma grande amiga e uma nova paixão, a Morada da Noite continuará sendo um lugar bom para se morar?

## Recepção
O livro alcançou a posição #30 nos 150 livros mais vendidos do USA Today, com duração de 58 semanas na lista.